# Klikr trénink

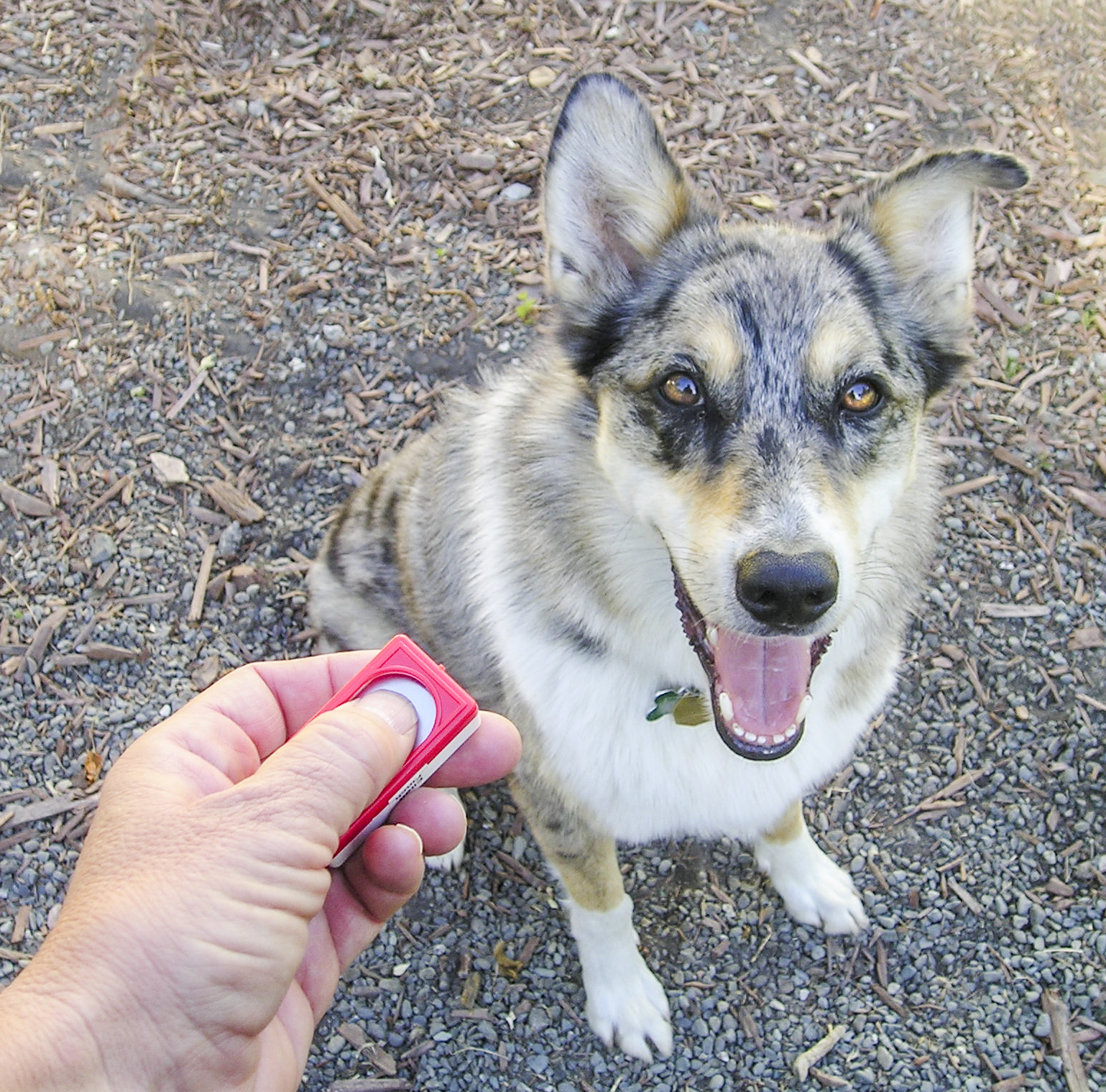
Klikr trénink u psa

Klikr trénink je metoda trénování zvířat, při kterém se používá pozitivního upevňování, například pamlsků spolu s klikrem, pro označení chování, které u zvířete chceme podporovat. Pokud trénujeme nové chování, klikr zvířeti pomůže lépe a rychleji pochopit, co po něm chceme. Tato technika je populární především při tréninku psů a koní, ale může být použita u jakéhokoli domestikovaného, či divokého zvířete.
Někdy se pro označení požadovaného chování používá namísto kliknutí nějaký charakteristický zvuk (například písknutí, lusknutí prsty), nebo jiný náznak (například rozsvícení baterky, znak rukou), což velmi pomáhá hluchým zvířatům.

## Historie
Trénink na základě podmíněného reflexu se začal formovat již za druhé světové války při tréninku holubů k navádění bomb. Manželé Marion a Keller Brelandovi na něm spolupracovali s psychologem B. F. Skinnerem, který jako první popsal principy operantního podmiňování. O tři roky později založili svou vlastní firmu na trénování zvířat a začali pracovat s více než sto druhy zvířat, především s delfíny a kosatkami. Později se klikr začal využívat i k výcviku ovčáckých psů.

## Metodika
Pokud chceme trénovat pomocí klikru, musíme nejprve naučit zvíře spojit si zvuk klikru (nebo jiného vybraného zvuku) s pamlskem. Po každém kliknutí musí ihned následovat odměna. Klikr je reálná odměna a pauza mezi kliknutím a odměnou musí být delší než 2 vteřinou. Klikr zajištuje variabilitu odměňování, tzn. že po kliku NEMUSÍ PŘIJÍT ODMĚNA. Více na https://www.psibible.cz/4--princip-uceni-muj-klikr/
Poté můžeme kliknutí použít pro označení chování, které chceme.
- zachycení: zachycení zvířete při chování, které chceme, například kliknutí a odměnění zvířete když leží nebo sedí. Nakonec se zvíře naučí za odměnu zachycené chování opakovat.
- formování (anglicky shaping): pozvolné vytváření nového chování po malých krocích, například pokud chceme, aby výsledným chováním bylo obíhání kuželu, nejprve zvířeti klikáme a odměňujeme ho za přiblížení ke kuželu a pomalu své nároky zvyšujeme.

- navádění (anglicky luring): použití pamlsku jako návnady pro dostání psa do pozice, které chceme dosáhnout.

Jakmile zvíře požadované chování ovládá, přidáme k němu povel nebo znak rukou. Zvíře se naučí, že za splněné chování následuje odměna.